# 天主教永年教区
天主教永年教區（拉丁語：Dioecesis Iomnieninus；又稱為：永年教區；中國官方教會稱為：邯郸教區）是天主教在中國河北省南部設立的的一個教區，屬於河北教省。

## 概況
1946年4月11日，聖座在中國設立聖統制，永年宗座代牧區升格為永年教區，屬於河北教省。
1940年，永年教區信徒人數為50,031人、168座聖堂、53位司鐸（22位教區司鐸、31位修會司鐸）。2023年，永年教區的有信徒人數約為160,000人、94位司鐸及逾百位修女。教座位於河北省邯鄲市的耶穌聖心主教座堂。現任教區正權主教為孫繼根。

## 历史

### 早期發展
1929年5月24日，聖座從獻縣宗座代牧區劃出河北省南部分設永年宗座監牧區，由中國本地司鐸負責，教座設在永年縣。宗座監牧區下轄10個縣，包括：永年、邯鄲縣、磁縣、成安縣、肥鄉縣、廣平縣、曲周縣、雞澤縣、威縣和清河縣。1929年6月1日，教宗任命崔守恂神父為首任永年宗座監牧。1932年，崔宗座監牧在威縣魏村天主堂成立聖神安慰會。
1933年3月6日，聖座將永年宗座監牧區升格為永年宗座代牧區， 崔守恂獲升任為永年宗座監牧。1933年6月11日，崔守恂在羅馬聖伯多祿大殿由時任教宗庇護十一世親自晉牧。

### 教區成立後
1946年4月11日，聖座在中國設立聖統制，永年宗座代牧區升格為永年教區，屬於河北教省，教座設在威縣趙莊，崔守恂主教留任成為首任正權主教。
1949年10月1日，中國共產黨在中國大陸地區建立中華人民共和國，並開始針對天主教進行宗教迫害及打壓，教會已經無法正常運作。1950年代，外籍傳教士先後被捕及驅逐出境。1951年崔守恂主教榮休，同年中國政府在全國各地推動三自愛國運動，強迫神職人員斷絕與教宗共融。1958年4月20日，由中國政府控制的愛國會強迫永年教區神職人員選出王守謙神父為主教候選人。1964年，由趙振聲自選自聖為永年教區正權主教，但行為未獲教宗准許。
1966年至1979年的文化大革命期間，總教區所有宗教活動停止，政府沒收教會財產，神職人員被強迫勞動改造，甚至多位神父為信仰而殉道。改革開放後教會逐步恢復運作，受監禁的神父獲得釋放。1980年，張化民、甯振國、陳柏廬、孫文元和楊祥太五位元老神父服務整個邯鄲地區教會事務。
按照政区划归邢台地区的威县、清河两县的教务由李树荫、王寒松、张吟贞、张奎龙四位神父负责。
因着社会原因邯郸地区的永年教区八个县（永年、邯郸、磁县、成安、肥乡、广平、曲周、鸡泽）、卫辉教区三个县（武安、临漳、涉县）、大名教区两个县（大名、魏县）、临清教区两个县（馆陶、邱县）组合成今天的邯郸教区。原属永年教区的威县、清河二县因按政区划归邢台地区，故如今划归邢台教区。
1987年5月19日，陈柏庐在山西洪洞由韩廷弼祝圣为永年教区正权主教。1989年11月22日，刘冠东主教祝圣韩鼎祥为主教。1991年9月6日，韩鼎祥成立“中华小德兰圣体侍卫会”。1996年11月30日，陈柏庐祝圣杨祥太为助理主教。1999年9月17日，陳柏廬主教榮休，楊祥太助理就任正權主教。同年11月28日，韓鼎祥主教遭受監禁。
2007年9月9日，韩鼎祥主教在监禁中去世。地上地下均有神长到墓地追思，普世教会表示哀悼。2009年11月5日，陈柏庐主教去世。地上地下教会神长均前去吊唁，并举行礼仪追悼。2011年6月21日，杨祥太主教祝圣孙继根为助理主教。2017年11月16日，孫繼根助理主教舉行公開就職典禮。

### 歷年晉鐸列表
- 1982年4月23日：朱培賢在山西洪洞教區由韓廷弼主教晉鐸。
- 1984年11月24日：張國忠由河北正定教區主教賈治國晉鐸。
- 1985年12月28日：王文知、袁光顯兩位修士晉鐸，是改革開放後首批新司鐸。
- 1986年：賈治國主教先後為尤獻忠、韓鼎祥晉鐸。
- 1987年4月25日：王文道、呂棟樑、田耕勤和孫化平晉鐸。
- 1987年6月14日：河北獻縣教區劉定漢為柳司禮晉鐸。
- 1988年11月20日：侯金山、劉幸福、閆玉成三位修士晉鐸。
- 1989年5月21日：唐冬和、路俊峰和石廣慧三位修士晉鐸。
- 1987年年9月18日：侯慎獨、閆寵照和張綠世三位修士晉鐸。
- 1990年元月14日：彭鑒道晉鐸。
- 1991年8月25日：趙世光晉鐸。
- 1991年：楊之敬晉鐸。
- 1992年11月22日：李安平晉鐸。
- 1993年4月8日：武恩慶、趙紅喜和李尚進晉鐸
- 1993年8月1日：王獻增、劉秀華和李孔生晉鐸。
- 1994年2月13日：邢廣全晉鐸。
- 1995年5月3日：張學亮、孫繼根、王浩、周英傑和王聚河晉鐸
- 1995年年11月26日：楊慶旺、張希良、朱喜樂和鄭瑞平晉鐸。
- 1997年8月24日：萬保軍和杜充德晉鐸。
- 1999年11月30日：岳愛民、席建科和張河山晉鐸。
- 2001年1月6日：鄧志勇、李永傑、王彥軍、韓建富、陳書平、懷建廷、張伏恩和張振軒8位修士晉鐸。
- 2001年8月24日：朱軍昌在漢中教區晉鐸。
- 2002年6月19日：田滿生晉鐸。
- 2002年11月30日：房驊、靳福新、胡占民、張獻峰、武春良和安振旗晉鐸。
- 2004年2月2日：劉金鵬、鄭喜恩、胡紅雷、徐書文、周慶剛和王合嶺晉鐸。
- 2004年11月14日：王陸軍晉鐸。
- 2004年11月30日：趙軍民、秦慶斌、苗俊光、王路明和聖言會會士霍學本晉鐸。
- 2005年7月11日：楊敬恩晉鐸。
- 2005年10月28日：逯瑞強和馬曉明晉鐸。
- 2006年6月22日：李付廣晉鐸。
- 2007年3月14日：唐耀光晉鐸。
- 2007年10月18日：曹德鋒、賀玉振和逯軍亮三位修士晉鐸。
- 2009年12月3日：朱喜信、劉俊剛和蔡振民三位修士晉鐸。
- 2011年1月28日：馬社軍晉鐸。
- 2011年3月25日：教賞其、張新文、邢永安、張燕兵、秦銀海和張建虎六位修士晉鐸。
- 2013年9月21日：王金亮、趙喜路、石小望、袁曉偉、李世偉和逯希望六位修士晉鐸。
- 2014年11月18日：張永躍、逯慶豐、崔願賞、郭振清、劉建新、姚振剛、韓永強、逯月信、逯志敏和聖言會會士郭振波十位修士晉鐸。
- 2016年11月19日：金敬沖、冀進寵、代向路、武賞望 和袁獻儀五位修士晉鐸。
- 2018年1月25日：苗謙、武雷強、陳雲、徐雷召四位執事由孫繼根助理主教晉鐸。
- 2019年2月22日：張寵帥修士晉鐸。
- 2019年5月31日：張利鋒、王永樂、馮剛毅、張超和武寵愛五位修士晉鐸。
- 2020年10月21日：郭殿剛、張獻綱、陳雪飛三位執事晉鐸。
- 2023年2月2日：張紅雨、張濛濛、鄭萌、劉少賀和邢聖祥五位執事由孫繼根助理主教晉鐸。

### 在台灣辦學
1959年7月，時任台灣雲林縣土庫鎮 鎮長林庭訓先生請求在雲嘉地區視察的教廷駐華公使 高理耀總主教、嘉義教區牛主教會卿及來自河北永年的游宣德神父，祈請天主教會為地方興建中學，諸位神父當場蒙慨然允諾，並委游宣德神父專責。
後經羅馬教廷批准，由永年縣本教區籌美金四萬五千元作為建校基金。因紀念本教區之義行，因而命名為雲林縣私立永年高級中學

## 教堂
以下是教區內部分的教堂。 

| - 耶穌聖心主教座堂 - 臨洺關天主教堂 - 中趙莊天主教堂 - 曹莊天主教堂 - 大油村天主教堂 | - 東灘頭天主教堂 - 曲陌天主教堂 - 劉漢天主教堂 - 段莊天主教堂 |

## 历任主教

### 永年宗座監牧
- 崔守恂神父（1929年6月1日-1933年3月6日）[5]

- 崔守恂主教（1933年3月6日-1946年4月11日）

### 永年主教
- 崔守恂主教（1946年4月11日-1951年）
- 教座從缺（1951年-1988年）
  - 王守謙神父（1958年4月20日-1964年）：1958年自選自聖，未獲聖座承認。[6]
- 陳柏廬主教（1988年-1999年9月17日）：1986年地下教會團體秘密晉牧，1988年加入愛國會及公開就職。[7]
- 韓鼎祥主教（1989年11月22日-2007年9月9日）：地下教會團體秘密晉牧，未獲政府承認，被監禁中去世。[8][9][10][11]
  - 助理主教楊祥太（1996年11月30日-1999年9月17日）[12]
- 楊祥太主教（1999年9月17日-2016年）[13][14][15][16][17]
  - 宗座署理張綠世神父（2002年-？）
  - 助理主教孫繼根（2011年6月21日-2017年11月16日）2011年秘密晉牧，2016年公開就職。[18][19][20][21][22][23]
- 孫繼根主教（2017年11月16日-現任）[24]

## 外部連結
- 天主教永年教區官方網站 （页面存档备份，存于）